# Georgius Zothorus Zaparus Fendulus
Georgius Zothorus Zaparus Fendulus était un auteur/compilateur actif durant la seconde moitié du XIIe siècle, connu pour son Liber astrologiae (Liber Albumazarus). Son identité exacte n'est pas connue — son nom est probablement un pseudonyme (cognomen) — mais il a été suggéré qu'il était un clerc attaché à la cour des rois de Sicile.

## Biographie
Fendulus, qui dans le prologue de son livre se décrit lui-même comme un « prêtre de G., philosophe et courtisan », a constitué le Liber astrologiae à partir d'extraits substantiels de la traduction latine effectuée par Hermann de Carinthie de la Grande Introduction à l'Astrologie d'Albumasar. Le prototype du livre a disparu, mais le texte a été copié dans plusieurs manuscrits richement illustrés, dont les deux plus anciens exemples connus sont : le manuscrit de la Bibliothèque nationale de France, latin 7330 (daté d'environ 1220-1240) et le manuscrit de la British Library, Sloane Ms. 3983 (milieu du XIVe siècle).
Les manuscrits du Liber astrologiae se distinguent par leur somptueuse série d'images à pleine page qui représentent les douze signes du zodiaque et les constellations qui sont censées se lever au-dessus de l'horizon à côté de ces signes. Ces constellations sont organisées en segments de 10 degrés du ciel nocturne (appelés « décans »), trois pour chaque signe du zodiaque, et suivent en parallèle trois traditions de catalogage des étoiles : « selon les Perses », « selon les Indiens » et « selon les Grecs ». Les manuscrits de Fendulus comprennent également un ensemble de figures représentant les sept dieux planétaires, chacun représenté quatre fois, illustrant comment la combinaison de chaque planète avec un signe zodiacal particulier affecte le pouvoir de cette planète (domicile, détriment, exaltation et chute).